# Кассетный магнитофон

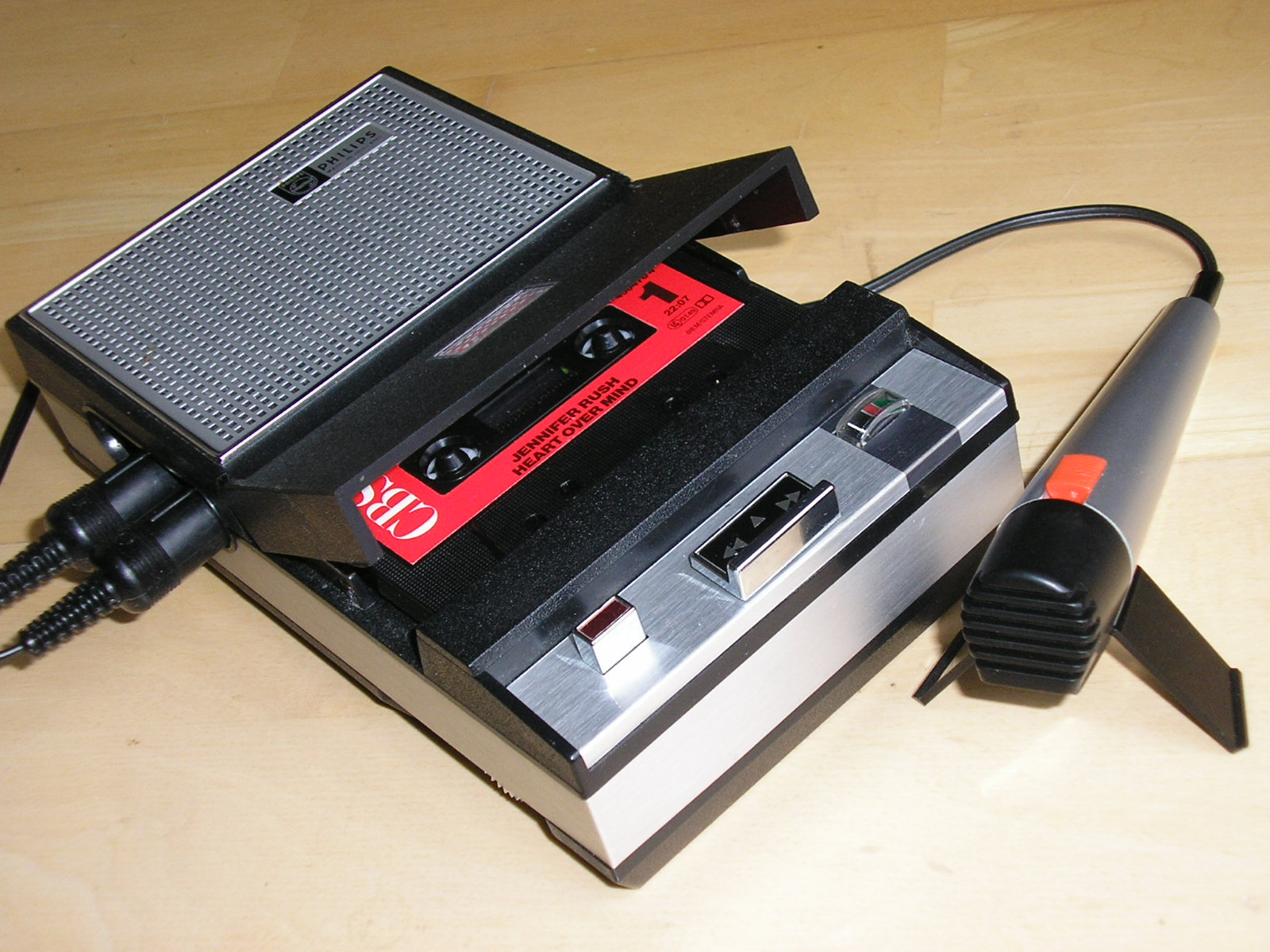
Кассетный диктофон Philips EL3302 (1968), внешне идентичный первому кассетному магнитофону Philips EL3300 (1963)

Кассетный магнитофон — разновидность магнитофона, в которой магнитная лента вместе с частью лентопротяжного тракта располагается в быстросъёмной кассете, упрощающей перезарядку. Подавляющее большинство кассетных магнитофонов рассчитаны на компакт-кассету. Первые переносные кассетные магнитофоны, выведенные на рынок в 1963 году компанией Philips, предназначались для записи речи и были практически непригодны для записи музыки из-за низкого качества звучания. Благодаря простоте использования и удобству, формат компакт-кассеты быстро стал популярным, и внесённые усовершенствования позволили повысить качество записи. Вскоре появились автомобильные кассетные магнитофоны и магнитолы, переносные магнитолы, профессиональные диктофоны и бытовые стационарные магнитофоны-приставки (деки). В начале 1970-х годов, благодаря разработке новых магнитных лент и внедрению шумопонижения Dolby, качество звучания кассетного магнитофона приблизилось к стандартам высокой верности воспроизведения. С 1973 года верхнюю планку качества кассетной аппаратуры задавала японская компания Nakamichi; к 1979 году она достигла предела качества звучания, а к 1982 году — предела конструктивной сложности кассетного магнитофона. Технические решения, вначале применявшиеся в дорогих флагманских моделях — сквозной канал, закрытый лентопротяжный тракт с двумя тонвалами, многомоторные лентопротяжные механизмы — в 1980-е годы стали нормой в стационарных магнитофонах среднего класса и профессиональных переносных магнитофонах для репортажной, научной звукозаписи и синхронной киносъёмки. Высококонкурентный рынок переносных стереомагнитол-бумбоксов достиг расцвета в первую половину 1980-х годов; в тот же период, с 1979 года, активно развивался класс карманных магнитофонных плееров.
В 1990-е годы, по мере развития цифровых носителей звука, спрос на кассетные магнитофоны стремительно упал. В первое десятилетие XXI века производство магнитофонов прекратилось, а цифровая дистрибуция записей сделала ненужным сам формат компакт-кассеты. В 2010-е годы предпринимались лишь эпизодические попытки производства магнитофонов.

## Выход на рынок. Первое поколение
В конце 1950-х годов в США были разработаны два формата бытовой магнитной записи — относительно крупногабаритная, двухвальная кассета RCA, использовавшая ленту шириной 6,3 мм при скорости протяжки 9,5 см/с, и малогабаритный одновальный картридж компаний CBS и 3M, использовавший ленту шириной 3,81 мм при скорости протяжки 4,76 см/с. Оба формата были вскоре забыты, так как компании-разработчики не сумели привлечь ни потребителей, ни независимых производителей аппаратуры. Один из заинтересованных производителей — голландская компания Philips — попытался приобрести лицензию на производство картриджа CBS, но не сумел договориться с американцами.
В 1961 году бельгийские и голландские инженеры Philips под руководством Лу Оттенса начали проектирование собственного формата звукозаписи, совмещавшего простоту кассеты RCA с компактностью картриджа CBS. Новинка, по замыслу разработчиков, предназначалась для диктофонов и недорогих бытовых магнитофонов; основными техническими требованиями, воплотившимися в спецификацию стандарта, были надёжность и простота конструкции, защита ленты от повреждений и минимизация энергозатрат на протяжку и перемотку ленты. Качество звучания конструкторов интересовало мало : они хотели повторить успех дешёвого переносного катушечника EL3585, выпущенного в 1958 году миллионным тиражом, и выиграть у японских конкурентов во времени работы от батарей.
Осенью 1963 года — после того, как радиозаводы Philips наладили выпуск низкопрофильных компонентов, заложенных в конструкцию магнитофона Оттенса, — на рынки стран Запада поступили серийные кассеты и первые монофонические диктофоны Philips EL3300. Скромные по меркам высококачественной звукозаписи показатели EL3300 (диапазон воспроизводимых частот 120—6000 Гц, динамический диапазон 40 дБ и коэффициент детонации 0,5 %), тем не менее, заметно превзошли ожидания публики. Philips последовательно расширяла модельный ряд; в конце 1965 года компания запустила серийное производство кассет с записью (Musicassette, МС) в Европе, а в 1966 году — в Северной Америке; к концу года выпуск MC превысил 2,5 млн штук. Массовое производство MC выполнялось на промышленных дупликаторах, работавших на 32-кратной, а впоследствии 64-кратной скорости записи (152 или 304 см/c).
Успех нового формата предопределила лицензионная стратегия Philips. Компания с самого начала сделала новый стандарт доступным, но не бесплатным, для всех желающих. Европейские производители второго эшелона согласились на уплату лицензионных отчислений, а японская корпорация Sony потребовала особых условий. Топ-менеджер Sony Норио Ога считал конкурирующий формат фирмы Grundig более совершенным, но альянс с Philips был более выгоден тактически. Сделав ставку на компакт-кассету, Ога пригрозил Philips переходом на формат Grundig. Виссе Деккер, в то время заведовавший азиатским отделением Philips, встал на сторону Оги и убедил руководство пойти навстречу Sony. В итоге голландцы уступили и освободили Sony от уплаты роялти. К 1967 году проприетарный стандарт стал де-факто открытым; число лицензиатов Philips, безвозмездно использовавших патент на компакт-кассету, выросло до более 40 компаний. В Японии сложилась «большая тройка» производителей чистых кассет (Hitachi Maxell, Sony, TDK) и крупные специализированные OEM-производства магнитных головок (Ikejiri Electric) и лентопротяжных механизмов (Sankyo Seiki). Оценки ёмкости рынка кассетных магнитофонов различались, но только Ikejiri Electric в 1967 году выпускала 550 тысяч магнитных головок ежемесячно.
В результате действий Philips и её лицензиатов в 1960-е годы на рынок вышли новые модели, положившие начало основным форм-факторам кассетной аппаратуры. В 1964 году Philips представила первый автомобильный магнитофон. Механизм щелевой загрузки кассеты, ставший типовым решением в автомобильной технике, разработал независимый бельгийский инженер Тео Стаар. В 1965 году появился автомобильный плеер Philips, подключаемый к штатному радиоприёмнику автомобиля, в 1966 году — автомобильный магнитофон Snob 100, продававшийся под марками Blaupunkt и Uher, в 1968 году — первая автомагнитола Philips. В 1966 году британская компания Van der Molen выпустила стереофонический магнитофон со встроенными динамиками, один из которых мог отстёгиваться для расширения стереобазы, а Philips анонсировала выпуск переносных монофонических магнитол (радиоприёмников со встроенной магнитофонной панелью). Год спустя Philips выпустила первую стационарную стерефоническую магнитофонную приставку (деку) EL3312. Наконец, в 1968 году Sony разработала ультракомпактный репортажный диктофон профессионального уровня TC-50. В 1979 году на конструктивной базе его прямых «потомков» был создан первый бытовой кассетный плеер Walkman.

### Технические особенности
Одномоторный, одновальный, двухголовочный ЛПМ
К началу 1970-х годов на рынках развитых стран доминировали горизонтальные (настольные и переносные) монофонические магнитофоны и стереофонические приставки. Технически все эти аппараты были сходны: их простые, одномоторные лентопротяжные механизмы (ЛПМ) напрямую восходили к спецификации стандарта Philips 1963 года.
ЛПМ — конструктивная основа всякого магнитофона; особенностью именно кассетных магнитофонов было то, что сменная кассета была составной частью механизма. Корпус кассеты образует закрытый лентопротяжный канал, доступ к которому осуществляется снизу через три широких и два узких окна в нижней части кассеты. По планам конструкторов Philips, первое по ходу ленты (левое на схеме) широкое окно предназначалось для стирающей головки, второе (среднее) — для универсальной головки записи-воспроизведения, третье — для ведущего тонвала и прижимного ролика, обеспечивающего сцепление ленты с тонвалом. В режимах записи и воспроизведения головки и прижимный ролик, закреплённые на подвижном подрамнике, вдвигаются внутрь кассеты, жёстко фиксируя её, а при останове и перемотке отводятся за её пределы. Контакт ленты с универсальной головкой поддерживает встроенный в кассету лентоприжимный узел — фетровая подушечка на подпружиненной перекладине из фосфористой бронзы.
Магнитный зазор универсальной головки по спецификации Philips составляет 2 мкм; именно этот показатель задавал характеристики подмагничивания при записи и частотной коррекции при записи и воспроизведении и теоретически позволял воспроизводить частоты до 12 кГц (фактически — до 10 кГц). На практике в магнитофонах всех типов заявленный частотный диапазон достижим лишь при малых уровнях записанного сигнала (−20 дБ), и только тогда, когда магнитный зазор головки и записанные на ленту магнитные штрихи точно совпадают. Перекос магнитного зазора в 20 угловых минут делает воспроизведение высоких частот практически невозможным; в высококачественных магнитофонах он не должен превышать ±6 угловых минут. Лента, записанная на магнитофоне с перекошенной головкой, не может быть корректно воспроизведена на других магнитофонах.
Другой критически важный элемент магнитофона — тонвал: отклонения его поверхности от идеального цилиндра порождают неприемлемую детонацию и могут повредить ленту. В кассетных магнитофонах проблема точности стояла особенно остро, так как в погоне за миниатюризацией конструкторы Philips уменьшили диаметр тонвала до 2 мм. Другим источником детонации была простая одномоторная кинематическая схема. Единственный мотор посредством пассиковых передач, роликовых передач и фрикционных муфт приводил в движение маховик тонвала, вращал приёмный узел и подтормаживал подающий узел. Переключение режимов осуществлялось системой рычагов и пружин, а органом управления первых кассетников служил своего рода «джойстик»; в последующих моделях его сменил более надёжный клавишный переключатель. Даже в новом, заведомо исправном магнитофоне такое сочетание взаимосвязанных узлов, вращающихся с различными скоростями, порождало чрезмерную детонацию; решение этой проблемы в бытовой технике 1960-х годов было невозможно.

## Решение проблемы шума
Конструкторы 1960-х годов считали главной проблемой компакт-кассеты высокий уровень шумов, а главными направлениями её решения стали создание малошумящих магнитных лент и компандерное (двустороннее) шумопонижение. В первой половине 1970-х годов качество звучания простого, массового кассетного магнитофона улучшилось настолько, что вначале приблизилось к уровню восьмидорожечного картриджа, а затем и превзошло его. Компании, выпускавшие картриджи, не сумели развить заложенный в их конструкцию потенциал, и во второй половине десятилетия компакт-кассета захватила критически важный североамериканский рынок.

### Компандерное шумопонижение
В шуме магнитофона, работающего на низкой скорости 4,76 см/с, доминирует высокочастотный шум («шип») ленты; относительно слабые низкочастотные помехи (фликкер-шум электронных цепей, наводки сетевого фона, копирэффект и тому подобное) не требуют особого внимания. Конструкторы Philips полагали, что скорое появление малошумящих лент и магнитных головок само по себе разрешит проблему, и от разработки электронного шумоподавления отказались. Это открыло дорогу независимым, конкурирующим между собой разработкам американских, европейских и в особенности японских компаний, но одновременное существование разных, несовместимых шумоподавителей на массовом рынке было невозможно. Универсальным стандартом шумоподавителя стала система Dolby B, впервые применённая в кассетном магнитофоне в 1970 году. Шумоподавитель Dolby B оперировал только на средних и высоких частотах, обеспечивая в полосе частот 4000—20 000 Гц подавление шума паузы в 10 дБ. С применением Dolby B динамический диапазон лучших магнитофонов начала 1970-х годов достиг 58—60 дБ.
Главной причиной успеха СШП Dolby стали деловые качества Рэя Долби, сумевшего продать идею шумопонижения звукозаписывающей индустрии. Выпуск кассет с записью, кодированных по системе Долби, начался в 1970 году, а к середине десятилетия она применялась при записи абсолютного большинства кассет. Долби не брал лицензионных отчислений с производителей кассет, его единственным требованием была обязательная маркировка таких кассет торговым знаком Dolby System. Это стимулировало потребительский спрос на магнитофоны, оснащённые СШП Dolby; производители аппаратуры спешили удовлетворить его и были готовы платить Долби роялти. Во второй половине 1970-х годов Dolby B стал де-факто непременной принадлежность стационарных кассетных дек, а аналогичные системы конкурентов навсегда сошли со сцены. В первой половине 1980-х годов история повторилась: Долби, пользуясь положением фактического монополиста, настоял на внедрении новейшей системы шумопонижения Dolby C, обеспечивавшей снижение шума паузы на 20 дБ. К 1985 году набор из Dolby B и Dolby C применялся в половине выпускаемых стационарных дек; заметную конкуренцию Dolby смогла составить лишь СШП dbx. Наконец, уже в конце кассетной эпохи, в 1990 году, Долби предложил шумоподавитель Dolby S, внедрённый в производство компаниями TEAC и Sony.

### Совершенствование лент

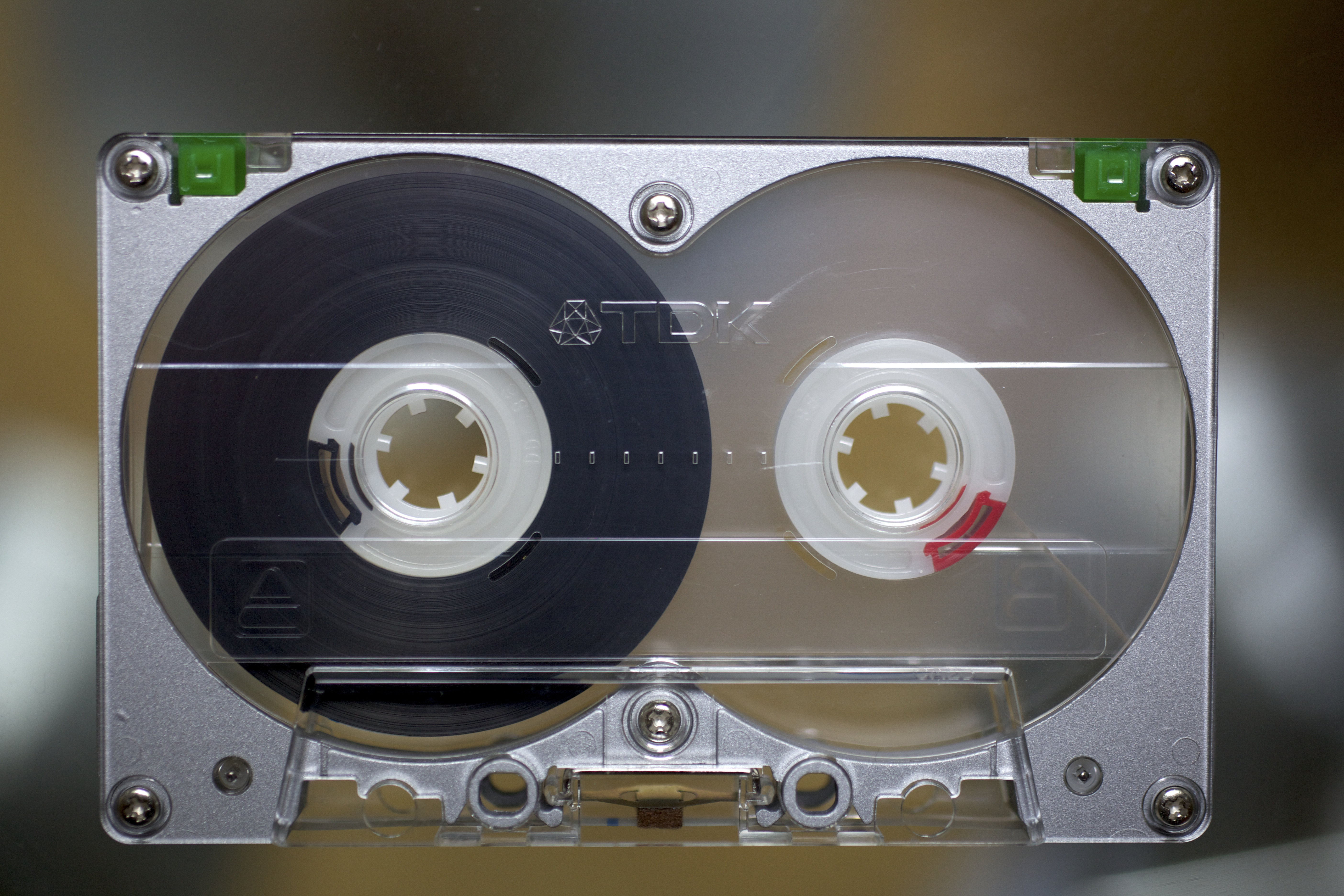
В кассетах верхнего ценового сегмента, помимо высококачественных лент, применялись корпуса с керамическими или металлическими элементами (на фото — выпускавшаяся с 1979 года TDK MA-R)

В течение 1970-х годов химические компании заметно улучшили качество лент на традиционном гамма-оксиде железа-III. Вначале химики уменьшили размер ферромагнитных зёрен, затем разработали способы уплотнения этих зёрен в магнитном слое ленты, и процесс его каландрования до идеально гладкой поверхности. Параллельно шёл поиск новых малошумящих ферромагнетиков. Материалы такого рода отличались высокой коэрцитивной силой и потому требовали высоких токов стирания, записи и подмагничивания. Это исключало их применение в строго стандартизованных профессиональных магнитофонах, но Philips, как разработчик стандарта компакт-кассеты, против изменений не возражал. Кассета стала полигоном для массового испытания новых ферромагнетиков, первым из которых был запатентованный DuPont состав на основе диоксида хрома. В 1971—1972 производство хромдиоксидных кассет развернули BASF, Memorex и Sony; японские корпорации, вновь не желавшие платить роялти, начали поиск альтернативных составов. В 1973 году Sony вывела на рынок двуслойные феррохромовые ленты, к 1975 году Fujifilm, Maxell и TDK довели до серийного производства состав на основе гамма-оксида железа, легированного кобальтом, с примерно теми же магнитными свойствами, что и диоксид хрома.
Во второй половине 1970-х годов были разработаны феррокобальтовые ленты, работавшие со стандартными (низкими) токами подмагничивания («суперферрики»), металлопорошковые ленты и ленты на основе осаждённых металлов. Производители «премиальных» кассет не прекращали совершенствовать технологию; к 1990 году, по данным независимых испытаний, динамический диапазон лент тип I, тип II и тип IV вырос до 57—63, 57—64 и 59—67 дБ соответственно. Качественный разрыв между типами лент сократился: лучшие ленты тип I на равных соревновались с лентами тип IV, а некогда значительная разница в диапазоне воспроизводимых частот полностью нивелировалась. Как и предсказывал в шестидесятые годы Лу Оттенс, лучшие ленты 1980-х и 1990-х годов вышли на уровень, позволивший отказаться от систем шумопонижения и тем самым избежать вносимых ими искажений.

## Стационарная аппаратура
Внедрение СШП Dolby B и хромдиоксидных лент породило в кругах сторонников компакт-кассеты надежду на скорое создание действительно высококачественной стационарной кассетной деки. Такой аппарат должен был иметь, как минимум, раздельные головки записи и воспроизведения, и закрытый лентопротяжный тракт с двумя тонвалами по образцу лучших катушечных магнитофонов. Прогнозы, несмотря на критику скептиков, оправдались уже в 1973 году, с началом выпуска кассетной деки Nakamichi 1000. В то время как лучшие кассетные магнитофоны конкурентов не могли воспроизводить частоты выше 12 кГц на обычной или 14 кГц на хромдиоксидной ленте, Nakamichi 1000 уверенно воспроизводила весь звуковой диапазон до 20 кГц. Модель задала абсолютную планку верности звучания, ограниченную лишь возможностями кассет своего времени. Другие производители, по мере сил, стремились конкурировать с лидером; рынок стационарных дек рос и количественно, и качественно. Именно усовершенствования стационарной аппаратуры позволили компакт-кассете сначала, в 1970-е годы, вытеснить из обихода бытовые катушечные магнитофоны, затем захватить рынок переносной техники, а в начале 1980-х годов стать основным, наиболее массовым форматом распространения звукозаписи. Компакт-кассета вытеснила с первого места долгоиграющую пластинку, и тем самым упростила последующее внедрение цифровых носителей.

### Сквозной канал

Двухвальный, трёхголовочный лентопротяжный механизм. Схема протяжки ленты в режимах воспроизведения и записи.

Режимы записи и воспроизведения предъявляют разные требования к магнитным головкам. Для расширения вверх диапазона воспроизводимых частот кассетного магнитофона необходимо уменьшать магнитный зазор головки до 1 мкм и менее. При записи оптимальная ширина зазора составляет 3—5 мкм; меньшие зазоры не позволяют полностью использовать динамический диапазон ленты. В профессиональных катушечных магнитофонах, начиная с немецких Magnetophon 1930-х годов, применялась трёхголовочная конфигурация с раздельными головками стирания, записи и воспроизведения; единственный тонвал традиционно находился справа, рядом с головкой воспроизведения. Выпуск трёхголовочных кассетных дек начался в 1973 году; к 1985 году их доля на рынке достигла 20 %. Совершенствовалась и технология производства самих головок — вначале пермаллоевых, затем сендастовых, а в 1990-е годы — тонкоплёночных аморфных головок.
Помимо оптимизации магнитных зазоров, трёхголовочная схема позволила реализовать сквозной канал — режим, позволяющий сравнивать записываемый и записанный сигналы непосредственно в ходе записи и оперативно подстраивать её характеристики под применяемую ленту. Чувствительность магнитной ленты и оптимальный уровень её подмагничивания неизбежно отличаются от характеристик эталонных лент, положенных в основу стандарта МЭК, и от характеристик измерительных лент, использовавшихся при регулировке магнитофона заводом-изготовителем. Отклонения характеристик лент от заводской настройки перекашивают амплитудно-частотную характеристику канала записи, что особенно нежелательно при использовании шумопонижения Dolby. Ошибка компандирования приводит к завалу верхних частот, «подрезке» реверберационных послезвучий и разрушению стереосцены, усугубляет проблему совместимости с другими магнитофонами. Высококачественные деки со сквозным каналом предоставляют пользователю возможность оперативной настройки на применяемую ленту с использованием тестовых генераторов сигнала. При ручной настройке АЧХ записи выравнивается по двум фиксированным частотам (примерно 400 и 8000 Гц); в старших моделях — поканально, в менее сложных конфигурациях — одновременно в левом и в правом канале. В деках среднего уровня нередко применялась лишь регулировка тока подмагничивания на слух, без тестового генератора. В 1980-е годы, по мере внедрения микроконтроллеров, распространились полностью автоматические системы настройки, выравнивавшие АЧХ по трём частотам (примерно 400, 3000 и 15000 Гц). В 1990-е годы конструкторы внедрили их и в простые двухголовочные деки (Technics RS-BX501, 1994—2003 год). Существовали и деки, совмещавшие автоматическую и ручную настройку (Akai GX-9, 1985) — что позволяло учитывать характер записываемого сигнала и вкусы пользователя.

### Закрытый лентопротяжный тракт
Внедрение сквозного канала в кассетную аппаратуру потребовало применения сложных лентопротяжных механизмов с двумя тонвалами и двумя прижимными роликами. Одновальная схема, удовлетворительно работающая в трёхголовочных катушечных магнитофонах, не обеспечивает равномерного натяжения ленты в закрытом лентопротяжном канале компакт-кассеты и не способна надёжно изолировать зону головок от рывков и вибраций подкассетных узлов и обводных роликов кассеты. К тому же конструкция кассеты предусматривала единственный лентоприжимный узел, способный обслуживать лишь одну (универсальную) головку. Для решения этих задач конструкторы ввели в лентопротяжный механизм второй (ведомый) тонвал, расположенный слева от блока головок. Необходимое натяжение ленты в закрытом тракте между двумя тонвалами обеспечивается постоянной разностью их скоростей: ведомый тонвал отстаёт от ведущего примерно на 0,2 %. Во избежание выбросов ленты из-под левого прижимного ролика она подаётся на него по секторной направляющей, «опоясывающей» ролик.
Размещение трёх независимых головок в ограниченном пространстве кассеты, конструктивно рассчитанной лишь на две головки, всегда было непростой задачей. Две альтернативные конфигурации разработали в 1973 году
Sony и Nakamichi. Схема Sony с расположением стирающей головки слева от ведомого тонвала развития не получила. В Nakamichi 1000 все три головки располагались внутри межвального канала: стирающая головка — в зоне левого узкого окна (в Sony TC-177SD на этом месте располагалась головка записи), раздельные головки записи и воспроизведения — в зоне центрального широкого окна. Раздельная юстировка головок записи и воспроизведения осталась фирменной особенностью Nakamichi и лишь эпизодически применялась другими производителями (Hitachi DX10, 1985). Конкуренты, включая Sony, предпочли предложенную Hitachi схему с жёстко сблокированными головками записи и воспроизведения.

### Автореверс
Опытные модели с функцией автореверса, позволявшей проигрывать обе стороны кассеты без её переворота, появились на рынках в начале 1970-х годов. Простейшая кинематическая схема, закрепившаяся в автомагнитолах, а позже в карманных плеерах, использовала неподвижную четырёхдорожечную головку воспроизведения и двойной комплект тонвалов и прижимных роликов, подключавшихся поочерёдно для протяжки ленты вперёд или назад. На практике точная юстировка неподвижной головки для обоих направлений протяжки невозможна. Все механизмы этого рода страдали от неустранимых перекосов ленты и для высококачественной аппаратуры не годились. В записывающих магнитофонах, за редкими исключениями (Dual C901 1975 года) эта схема не применялась из-за сложности в размещении двух стирающих головок. В магнитофонах среднего уровня закрепилась альтернативная схема с поворотным блоком головок, предусматривающая независимую юстировку углов перекоса при протяжке вперёд и назад. Долговременная точность такой юстировки невелика, так как из-за периодических ударов при повороте блока головки неизбежно отклоняются от оптимального положения. Поворотная схема не позволяет реализовать ни сквозной канал, ни закрытый двухвальный лентопротяжный тракт. Этих недостатков лишены магнитофоны с физическим переворачиванием кассеты относительно неподвижного лентопротяжного механизма, который может быть сколь угодно сложным. Громоздкие механизмы поворота, впервые применённые в деках Akai Invert-o-Matic 1972 года, навсегда остались экзотикой и впоследствии применялись лишь в деках Nakamichi семейства RX (1984 год).
Проблема перекоса головок при автореверсе была решена в 1978—1982 годы. Конструкторы Philips Рийкарт и де Нит предложили считывать каждый из каналов фонограммы не одной, а двумя магнитными системами, каждая из которых считывала бы свою половину дорожки. Магнитные зазоры двух систем следовало располагать вертикально друг над другом так, чтобы получившийся «пирог» точно перекрывал дорожку. Сигналом ошибки служил временной сдвиг сигналов, регистрируемых двумя системами. В 1979 году Рийкарт и де Нит запатентовали законченную систему автоматического регулирования с исполнительным механизмом на основе пьезоэлектрического преобразователя. Практическая конструкция «пирога», вписанного в габарит магнитной дорожки компакт-кассеты (всего 0,6 мм) стала предметом патентной заявки, поданной Ниро Накамити в ноябре 1981 года и была реализована в деке Nakamichi Dragon.

### Двухкассетные магнитофоны
Двухкассетные деки, предназначенные для перезаписи с кассету на кассету, распространились в нижнем и среднем сегментах рынка в 1980-е годы. Производители, работавшие в верхнем сегменте (Nakamichi, Studer, Tandberg и другие) принципиально не выпускали двухкассетных дек, тогда как в модельном ряду «демократичной» AIWA начала 1990-х годов на них приходилась половина моделей.
Для ускорения перезаписи механизмы оснащались второй, повышенной скоростью 9,5 см/с — однако качество копий, выполненных на двойной скорости, всегда уступало обычным копиям. В простейших двухкассетниках оба механизма приводились в действие единственным общим мотором; в моделях уровнем старше применялись независимые механизмы, а число моторов достигало шести. Как правило, двухкассетные деки оснащались функцией автореверса — что, в свою очередь, исключало применение трехголовочных механизмов с закрытым трактов. Автоматическая (Pioneer CT-W51) или ручная (Onkyo TA-RW909) настройки на применяемую ленту появилась лишь в 1990-е годы, и ограничивалась единичными моделям.

### Многоканальная запись. Портастудии и стационарные профессиональные магнитофоны

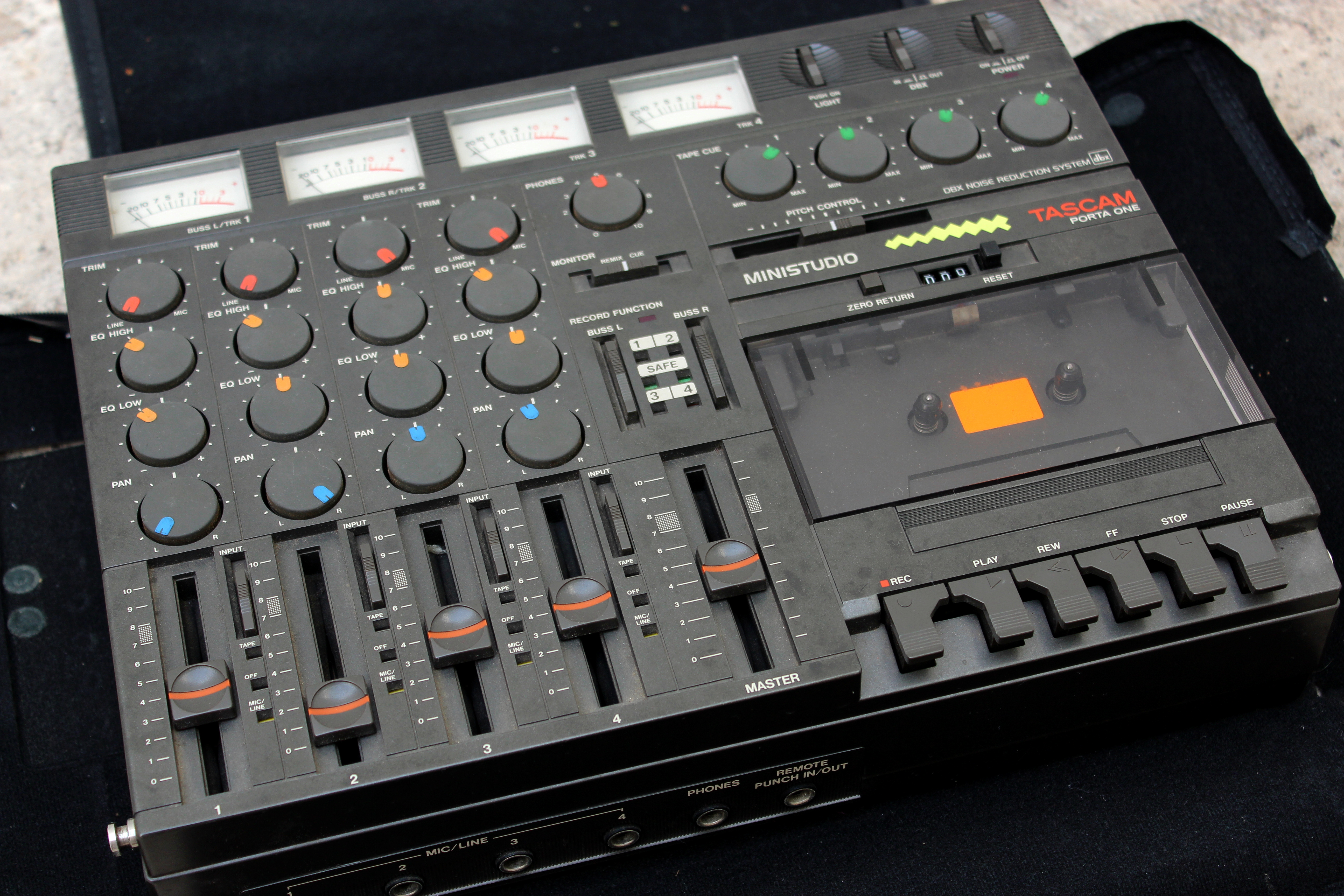
Четырёхдорожечная портастудия TASCAM, около 1986 года

Стандарт компакт-кассеты изначально предусматривал либо двухдорожечную монофоническую, либо четырёхдорожечную стереофоническую запись; применять четырёхканальную (квадрафоническую) запись Philips не планировала. Решение разработчика оказалось стратегически верным, но тактически затянуло конкурентную борьбу с популярными в США восьмидорожечными картриджами и усложнило выход кассетного магнитофона на рынки полупрофессиональной и любительской студийной звукозаписи.
Эволюция кассетной «студии» началась в 1979 году с выпуска компанией TEAC стационарной стереофонической деки 124 Syncaset, позволявшей перезаписывать сигнал из одного стереоканала в другой. В том же году компания, владевшая собственным производством магнитных головок профессионального уровня, анонсировала выпуск первой «портастудии» — четырёхдорожечной TASCAM 144, работавшей на скорости 9,5 см/c. За несколько лет компания «с чистого листа» создала рынок кассетных портастудий, на который позже пришли Yamaha и Fostex. Вслед за ней моделью 144 компания выпустила стационарный восьмидорожечный TASCAM 238 и двухскоростную стереофоническую профессиональную деку TASCAM 122. Модель 122 приобреталась в больших объёмах «большой тройкой» американских телесетей (ABC, CBS, NBC) и стала в США промышленным стандартом. В Западной Европе аналогичную роль сыграли кассетные магнитофоны Studer; модель Revox B215 благодаря своей надёжности оказалась востребована и американскими студиями.

### Технологический предел
В 1981 году Nakamichi выпустил на рынок деку 1000 ZXL. Как показало будущее, в этой модели конструкторы достигли технологического потолка, исчерпав все резервы несовершенного формата. Незначительно уступая конкурентам в уровне детонации и динамическом диапазоне, 1000 ZXL имела рекордный, никем не превзойдённый частотный диапазон записи и воспроизведения и рекордно низкие нелинейные искажения, при характерной для ранних Nakamichi музыкальности звучания. Однако цена 1000 ZXL была крайне высока для потребительского рынка, а выпущенный годом позже «золотой» вариант 1000 ZXL Limited и вовсе стал самым дорогим серийным кассетником в истории (6000 долларов). В ноябре 1982 года вышел новый флагман Nakamichi — автореверсный пятимоторный Nakamichi Dragon, построенный по схеме с четырёхдорожечной головкой и оснащённый фирменной системой автоматической регулировки перекоса.
Nakamichi Dragon, занявший место флагмана после снятия 1000 ZXL с производства, превзошёл её в технической сложности и стал эталоном, с которым соревновались и сравнивались лучшие модели других производителей. На роль «победителя дракона» претендовали Tandberg 3014, Revox B215, флагманские модели Aiwa, Sony ES и TEAC. Конкуренты то и дело выигрывали у Dragon в отдельных «номинациях», но никому не удалось превзойти сочетание его качества звучания и технологического уровня. Автоматическая регулировка «азимута», устранившая проблему совместимости лент, навсегда осталась фирменной особенностью Nakamichi.
К 1988 году разработка новых магнитофонов этого уровня навсегда прекратилась. Она никогда не приносила производителям прибыли, и к концу десятилетия стала неприемлемо затратным предприятием. Совершенствование аналогового магнитофона, если и было возможно в принципе, требовало инвестиций в прикладную науку — но научные и финансовые ресурсы корпораций уже были перенаправлены на цифровые технологии. В 1990-е годы, по мере распространения цифровых носителей, рынок высококачественных магнитофонов угас. Около 1990 года свернули производство европейские компании ASC, Studer и Tandberg. Компания Nakamichi прекратила существование в 1996 году. Крупные японские корпорации продержались чуть дольше. Matsushita смогла в 1996 году вывести на рынок деки Technics с «аморфными» головками, разработанными для цифровой записи в формате DCC. Последняя флагманская модель семейства Sony ES вышла на рынок в конце 1994 года и выпускалась до 2000 года.

## Переносные магнитофоны

### Бытовые стереомагнитолы
Я вырос в бруклинском районе Коббл-Хилл … я наблюдал своими глазами, как крохотные транзисторные радио 1960-х годов превращались в бумбоксы восьмидесятых. У меня никогда не было бумбокса: во-первых, они были слишком тяжелы, во-вторых, они требовали непозволительных расходов на батареи … Таскать с собой [большой кассетник] было непросто — но тот, кто решился навязать свои вкусы всему миру, обязан был быть сильным… и всегда готовым биться с теми, кто потребует «сделать потише». — Спайк Ли, 2009

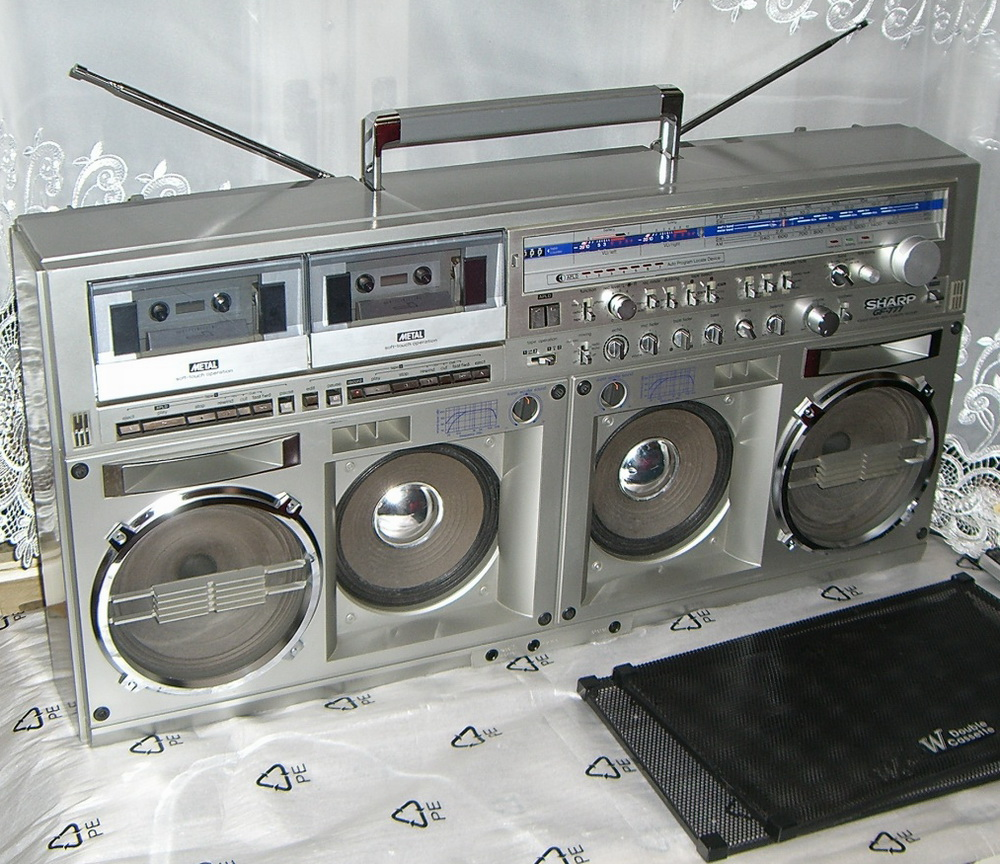
Двухкассетная магнитола Sharp семейства 777 (1981—1983)

Бытовая электроника 1960-х годов эволюционировала в сторону миниатюризации, но в 1970-е годы развитие повернуло вспять. Японские корпорации начали последовательно увеличивать габариты переносных магнитофонов и магнитол в попытках приблизить качество звучания к стандартам стационарной аппаратуры. На национальном японском рынке крупногабаритные магнитолы были востребованы горожанами, жившими в тесных домиках и квартирах, как замена традиционным, блочным аудиосистемам. Около 1976 года японцы вышли на рынок США; три-четыре года (1976—1979) ушло на отработку типовых конструкций для американских потребителей — преимущественно афроамериканской и испаноязычной молодёжи больших городов. В 1979 году стереомагнитолы вышли на улицу, став непременным атрибутом жизни цветных кварталов, символом демонстративного потребления городской бедноты. В 1981 года газета The New York Times впервые употребила неологизм «бумбокс» (англ. boombox), к 1983 году оно прочно вошло в язык рекламы, а появившееся в 1982 году словосочетание «гетто-бластер» (англ. ghetto blaster) осталось в разряде пейоративов.
В первой половине 1980-х годов японцы, подобно детройтским автогигантам, каждый год полностью обновляли модельные ряды, вводили новые функции и экспериментировали с дизайном. Качество звучания, за редкими исключениями, оставалось посредственным, но габариты и масса последовательно возрастали. Монофонические магнитолы достигли предельного размера в 1979 году, с выходом модели JVC RC-550 «El Diablo» — восьмикилограммовый аппарат комплектовался полноценной трёхполосной акустикой с низкочастотным динамиком диаметром десять дюймов (около 25 см). Стереофонические магнитолы семейства Sharp GF-777 (1981—1983) весили более 11 кг, а трёхблочный Toshiba RT-S983 WX-1 (1982 год) — вероятно, самый тяжёлый бумбокс на американском рынке — перевалил за отметку 14 кг, не включая батареи. Не столь совершенный, но более распространённый и фотогеничный 11-килограммовый Conion 100-F «снимался» в мюзиклах «Бит-стрит» и «Брейк-данс». Примерно в 1985 году «золотой век» стереомагнитолы завершился: «бумбоксы» начали уменьшаться в размерах, ухудшились качество сборки и качество звучания.
Благодаря бумбоксам в Нью-Йорке распространились музыка и субкультура хип-хопа. Выступления самодеятельных диджеев из Бронкса записывались на кассеты на бумбоксах, на них же тиражировались, и прослушать их можно было только на кассетах — что поддерживало спрос на бумбоксы. В 1985 семнадцатилетний LL Cool J записал и выпустил гимн бумбоксу: «Walkin' down the street, to the hardcore beat // While my JVC vibrates the concrete …» («иду по улице под хардкор, а мой JVC сотрясает бетон…»). На обложке дебютного альбома исполнителя помещена фотография стереомагнитолы JVC RC-M90 — одной из лучших по оснащению и качеству для своего времени. Прогулки с ревущими магнитофонами, захват общественных мест праздными подростками то и дело порождали конфликты в реальной жизни; в кинематографе они отразились в фильме Спайка Ли «Делай как надо!» (1989 год). Персонаж фильма по имени Рахим — стереотипный, одноплановый «человек с магнитофоном» — непрерывно провоцирует прохожих громкой музыкой. Недорогой, но массивный бумбокс Рахима играет единственную песню — Fight the Power группы Public Enemy. Пренебрежение к другим сходит ему с рук до тех пор, пока возмущённый владелец местной пиццерии не уничтожает бумбокс бейсбольной битой. В квартале разгораются полномасштабные беспорядки, завершающиеся гибелью Рахима от рук полиции. Другой фильм 1989 года, «Скажи что-нибудь» Кэмерона Кроу, зафиксировал популярность бумбоксов и в среде благополучных белых американцев.
Достигнув в 1989 году апогея, отмеченного фильмами Ли и Кроу, городская магнитофонная субкультура США угасла. Техника по-прежнему продавалась, покупалась и исправно работала, но навсегда утратила особое символическое значение и в течение одного года исчезла с городских улиц. Большие стереомагнитолы вернулись внутрь жилищ, заняв место, некогда принадлежавшее стационарным радиолам. Причины случившегося доподлинно неизвестны: одни комментаторы упрекают потребителей «второй волны», другие — производителей, упростивших и удешевивших магнитолы до такой степени, что те перестали быть статусным товаром. На высококонкурентном рынке переносных магнитол, в отличие от одновременно развивавшегося рынка карманных плееров, не было подобного Sony единоличного лидера, который мог бы задать и поддержать планку качества. Вероятно, что сыграли свою роль ужесточение законодательства и усилившаяся в обществе нетерпимость к вторжениям в частное пространство.

### Профессиональные переносные магнитофоны

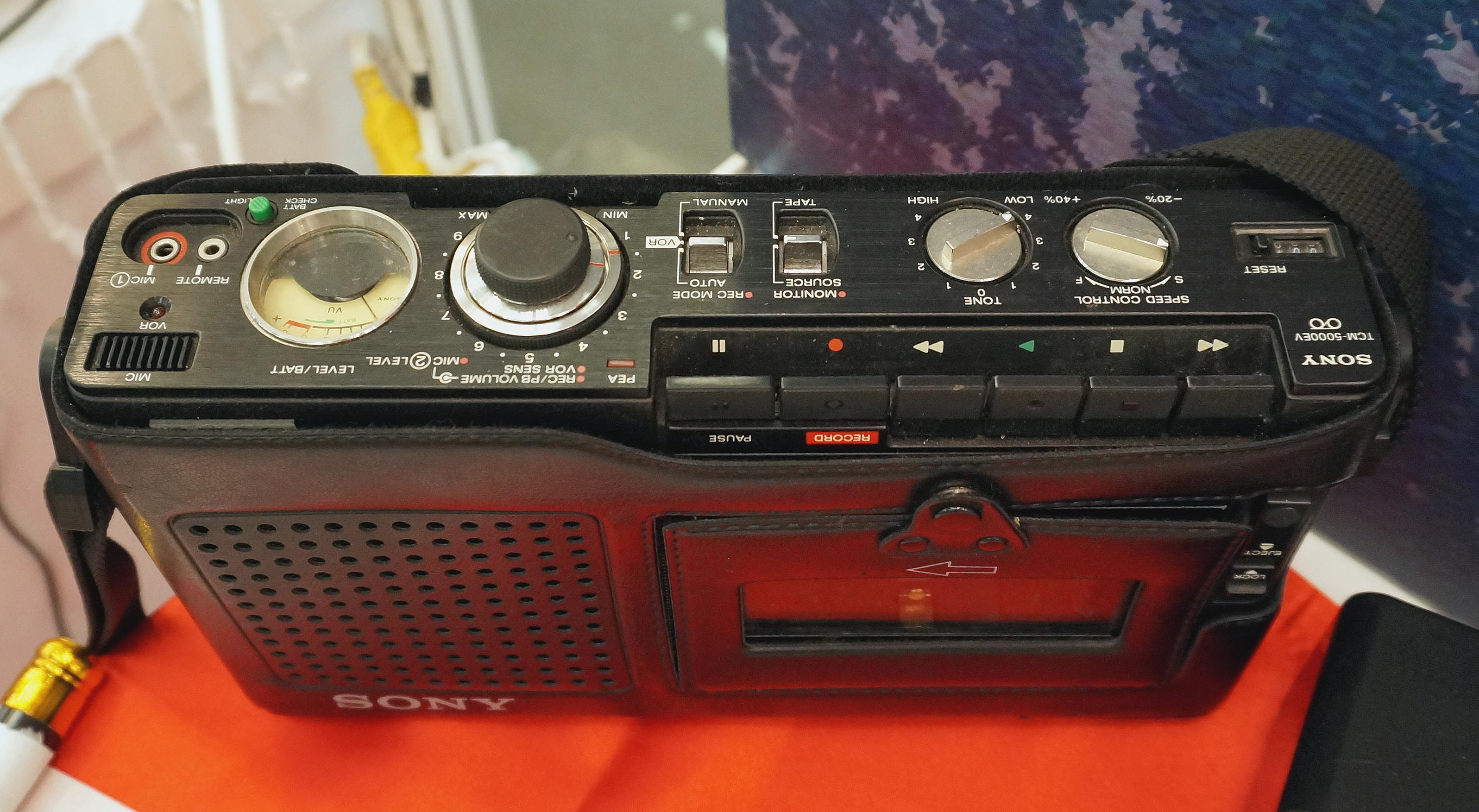
Sony TCM-5000EV — «младший брат» TC-D5. Прочные чехлы, металлические рукоятки и тумблеры, крупные стрелочные индикаторы — характерные признаки профессионального магнитофона

Совершенно иначе развивался класс профессиональных переносных магнитофонов для репортажной, научной и кинематографической звукозаписи. Количество конкурирующих фирм и моделей было невелико, а удачные модели выпускались десятилетиями. Предшественником этого класса стал первый кассетный магнитофон Sony — выпущенный в 1968 году TC-100.
В 1973—1975 годы на рынок вышли профессиональные, высококачественные переносные магнитофоны компаний Nakamichi, Sony и Uher. Для репортажной работы они, за исключением Uher, были чрезмерно тяжелы (около 5 кг), а модели Sony, кроме того, неоправданно усложнены. Положение изменилось в 1978 году с выпуском Sony TC-D5. Магнитофон массой 1,7 кг, в котором был впервые применён стабилизированный ФАПЧ роликовый привод тонвала отдельным малогабаритным электромотором, отличался высочайшим качеством конструкции и исполнения, и выпускался в течение более двадцати лет. В 1980-е годы, после ухода Nakamichi и Uher с рынка переносных магнитофонов, единственным конкурентом Sony стал Marantz. Старшая в линейке фирмы модель PMD430, выпускавшаяся с 1985 по 2003 год, имела сквозной канал, регулировку тока подмагничивания, СШП Dolby и dbx. Пережив конкуренцию со стороны MiniDisc и DAT, она уступила лишь цифровым рекордерам с записью на флэш-карты, и по состоянию на 2011 год оставалась востребованной при оцифровке звуковых архивов.
Развитие линейки ультракомпактных профессиональных диктофонов началось также в 1968 году с модели Sony TC-50. Цельнометаллический корпус и органы управления TC-50 были рассчитаны на управление одной рукой, а изюминкой модели стал высококачественный встроенный микрофон: TC-50 не нуждался в соединительном микрофонном кабеле. NASA выбрала новинку на роль бортового «электронного блокнота» американской лунной программы; каждый астронавт, начиная с экипажа «Аполлона-7», имел личный диктофон. Перед каждым полётом звукоинженер записывал по заказам астронавтов сборники популярной музыки, а во время полёта эти кассеты использовались по прямому назначению — для записи речевых отчётов. В 1972 году Sony выпустила усовершенствованную модель TC-55, в 1978 году — модель TCM-600, самый компактный кассетник своего времени. Размеры корпуса TC-50 и TCM-600 не позволяли вписать в него полноценный маховик — взамен конструкторы применили кинематическую схему с двумя меньшими по размеру, встречно вращающимися маховиками. Наконец, в 1982 году Sony выпустила магнитофон WM-D6, а в 1984 году WM-D6С, отличавшийся наличием шумоподавителя Dolby C и линейного входа. Формально эти модели принадлежали к семейству бытовых плееров, фактически же они были высококлассными стереофоническими магнитофонами, совмещавшими достоинства TCM-600 и TC-D5. Их применение в документалистике осложнялось лишь отсутствием громкоговорителя и неудачными микрофонным разъёмом и индикатором уровня записи. WM-D6C, производившийся до 2002 года, стал высшей точкой в развитии компактных магнитофонов: дальнейшее совершенствование оказалось невозможным.

### Карманные плееры

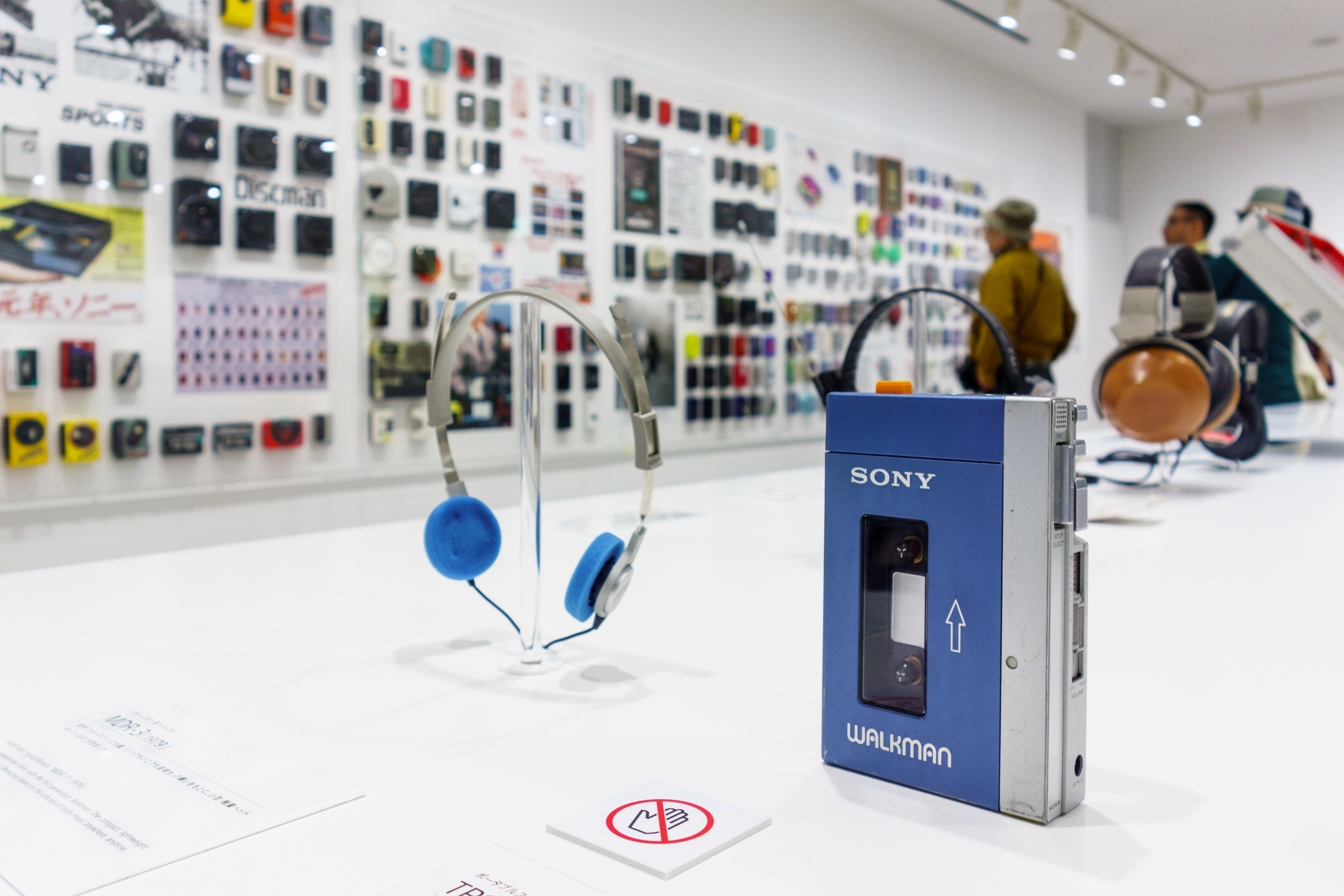
Первый Walkman TPS-L2 со штатными накладными наушниками на выставке Sony в Токио

Sony TC-D5 немедленно стал рабочим инструментом топ-менеджеров компании, но для пожилого Масару Ибуки был слишком тяжёл. В феврале 1979 года Норио Ога передал личную просьбу Ибуки — разработать высококачественный стереофонический плеер для долгих авиаперелётов — главному конструктору магнитофонов Sony Кодзо Осоне, и всего через четыре дня инженеры представили рабочий прототип на базе диктофона TCM-600. Качество звучания удивило даже инженеров-звукотехников. Ибука был восхищён, а Акио Морита потребовал немедленно запустить новинку в производство. Другие директора, включая Ибуку, были не столь оптимистичны — но Морита, под угрозой собственного увольнения, настоял на выпуске крупной серии. Sony проигрывала в войне видеоформатов и срочно нуждалась в новом, прорывном продукте. Первый кассетный плеер Walkman модели TPS-L2 поступил в продажу в июле 1979 года и имел колоссальный успех сначала в Японии, а затем во всём мире.
Весной 1981 года Sony выпустила второе, миниатюризированное поколение Walkman (модель WM-2). Конструкторы сумели уменьшить габариты, перенеся единственную воспроизводящую головку с корпуса плеера на откидную крышку. Критики сетовали на отсутствие регулировки тембра и шумопонижения: микросхемы Dolby для плееров с трёхвольтовым питанием ещё не существовали; эквалайзеры, шумопонижение и автореверс появились в карманных плеерах позже. За 1980-е годы команда Осоне разработала и запустила в производство 80 моделей Walkman, а количество выпущенных Sony плееров превысило 350 миллионов. К 1997 году количество выпущенных Sony моделей, с учётом цветовых и региональных вариантов, превысило 700. Используя ограниченный набор универсальных платформ, компания намеренно диверсифицировала производство чтобы и угодить всем группам потребителей, и не дать конкурентам занять ещё свободные ниши рынка.
Конкуренты, в свою очередь, шли по пятам: уже к концу 1981 года около пятидесяти компаний начали выпуск карманных плееров; к 1983 году их отставание от лидера сократилось с двух-трёх лет до восьми месяцев. Sony терпела убытки, однако поколебать бренд Walkman конкуренты не смогли. Грамматически неправильный японо-англицизм Walkman стал именем нарицательным — своего рода метафорой постиндустриального, высокотехнологичного образа жизни, и олицетворением индустриального потенциала Японии и её корпоративной культуры. В молодёжной среде сложилась и закрепилась культура восприятия музыки через компактные накладные наушники
 — что, в числе других факторов, привело к угасанию субкультуры бумбоксов.

## Кассетный магнитофон в XXI веке
В первое десятилетие XXI века выпуск кассетной аппаратуры прекратился. Кассетный магнитофон стал предметом коллекционирования и реквизитом фильмов про семидесятые и восьмидесятые годы, а производство кассет с записью сократилось до исчезающе малых тиражей — но не прекращалось. Единственное сохранившееся в развитых странах производство кассет (National Audio Company, США) в 2010-е годы собирало до 10 миллионов кассет в год, используя старые запасы ленты. Вышедший в 2014 году фильм «Стражи Галактики», в котором свою роль «сыграл» микстейп на компакт-кассете, подстегнул интерес к давно устаревшему формату. Запасы ленты к 2018 году иссякли, начался спекулятивный разогрев цен на чистые кассеты.
В 2010-е годы попытки возобновить серийное производство кассетников предпринимали и китайские заводы, и известные японские бренды. TEAC вывела на рынок седьмое поколение двухкассетной деки TASCAM 202, Panasonic, Sony и Toshiba — компактные стереомагнитолы с кассетными панелям. В супермаркетах Aldi появились дешёвые китайские магнитолы, выглядящие как стереофонические, но укомплектованные монофоническими головками. Все эти модели, включая деки TEAC и TASCAM, построены на однотипных лентопротяжных механизмах, восходящих к ЛПМ TN-21 японской OEM-компании Tanashin. Предельно упрощённый, облегчённый и удешевлённый одномоторный TN-21 был поставлен на конвейер в 1986 году, и оказался надёжным, но неспособным обеспечить высокое качество звучания. В 2000-е годы он был единственным легально доступным ЛПМ на рынке. По утверждению компании, ещё в середине 1990-х годов на рынке США появилась аппаратура под брендами GE и RCA на контрафактных TN-21 неизвестного происхождения; Tanashin успешно преследовала нарушителей в американских судах. В 2009 году, после выпуска 147 миллионов TN-21, производство ЛПМ на собственном заводе Tanashin прекратилось; магнитолы позднейших лет выпускали комплектовались китайскими копиями. По состоянию на 2019 год, единственное действующее производство магнитных головок для кассетных магнитофонов расположено в провинции Гуандун; там же, предположительно, действуют два производства ЛПМ.

## Комментарии
1. 1 2  В англоязычной среде все кассетные форматы делятся на два класса: собственно кассеты (cassette) - с двумя встроенным катушками, подающей и приёмной, и картриджи (cartridge) - с единственной катушкой. Лента внутри картриджа склеена в бесконечную петлю; место склейки обычно фиксируется металлической «заплаткой», служащей индикатором начала программы. Самый массовый формат второго типа — восьмидорожечный картридж — появился в США в 1964 году и доминировал на американском рынке автомагнитол до середины 1970-х годов.
2. ↑  Узкие окошки-прорези на практике использовались концевыми выключателям системы автостоп, реагировавшими на натяжение остановившейся ленты. Этот функционал появился позже, в конце 1960-х годов.
3. ↑  Чем больше диаметр тонвала, тем лучше его сцепление с лентой, тем он долговечнее и тем менее критичны отклонения его поверхности от идеала. Чем меньше диаметр тонвала, тем проще стабилизировать скорость его вращения[40]. Конструкторы Philips намеренно уменьшили диаметр тонвала, чтобы уменьшить необходимые для его стабилизации массу и диаметр маховика[32].
4. ↑  Хелльер, 1971, подробно анализирует практику ремонта ЛПМ семейства Philips EL3300. Модель имела «врождённые» конструктивные дефекты, но главной проблемой была множественность, взаимосвязанность внезапно возникающих отказов. Ремонт отдельных узлов не имел смысла — только полная разборка с чисткой и ревизией каждой детали[42].
5. ↑  Скорость протяжки ленты и ширина дорожки восьмидорожечного картриджа были выше, чем в компакт-кассете — поэтому при использовании одинаковых лент картридж имел меньший уровень шума и бо́льшую верхнюю границу диапазона воспроизводимых частот[26].
6. ↑  Первая феррохромовая лента Sony Duad была представлена осенью 1973 года[54]. Базовый пятимикронный слой гамма-оксида железа был покрыт микронным слоем хромдиоксидного пигмента[54]. В 1974 к производству подключился BASF. Феррохромовые ленты, стандартизованные в 1978 году МЭК как тип III, не имели успеха на рынке и около 1984 года были сняты с производства.
7. ↑  Классические японские ленты тип II — TDK SA, Maxell UDII и XLII, Sony UX, Denon HD6 и их производные — это именно феррокобальтовые, а не хромдиоксидные ленты[55].
8. ↑  Динамический диапазон определялся как разница между (а) уровнем записи на частоте 400 Гц, при котором коэффициент нелинейных искажений достигает 3 % и (б) уровнем шума паузы, измеренным с применением взвешивающего фильтра типа А. Поэтому ленты с низким абсолютным уровнем шумов («чистый» диоксид хрома) могли проигрывать лентам с бо́льшим абсолютным уровнем шумов и высоким максимальным уровнем записи (суперферрики и феррокобальтовые ленты тип II)[56].
9. ↑  Верхняя граница диапазона воспроизводимых частот зависит и от ширины зазора, и от скорости протяжки ленты; чем она ниже, тем меньше должен быть зазор.
10. ↑  Заводские измерительные ленты японских производителей систематически отличались от стандарта МЭК. Стандартная характеристика лент тип II базировалась на хромдиоксидных лентах BASF, тогда как уже к 1980 году абсолютное большинство японских лент тип II изготавливались на основе не диоксида хрома, а гамма-оксида железа-III, легированного кобальтом (TDK SA, Maxell XLII и т. п.). Следуя ситуации на рынке кассет, японские производители аппаратуры настраивали характеристику записи тип II именно по феррокобальтовым лентам (например, Nakamichi 1000 — по ленте TDK SA).
11. ↑  Двухкассетный С-100F отличался от аналогов тем, что один (основной) кассетный механизм был традиционным, с передней загрузкой, а второй — с щелевой загрузкой, и противоугонной сигнализацией с инфракрасными датчиками[114][115].
12. ↑  В фильме на магнитоле видна маркировка Promax J-1 Super Jumbo. В действительности этот двенадцатикилограммовый двухкассетник корейского производства продавался в США под столь же безликими марками Tecsonic и Intersound. Качество его заметно уступало классическим японским моделям[121][122].
13. ↑  В стационарной аппаратуре 1980-х и 1990-х годов доминировали светодиодные индикаторы записи. Для репортажной работы они были малопригодны, так как были почти неразличимы при ярком свете — поэтому в профессиональных магнитофонах «устаревшие» стрелочные индикаторы были предпочтительнее[127].
14. ↑  Репортажные магнитофоны германской фирмы Uher[нем.] (1973—1988) были оптимизированы для синхронной киносъёмки[128].
15. ↑  Ранние, компактные модели Uher 124 и Uher 134 весили около 2,5 кг[133].
16. ↑  Инициатива создания Walkman часто приписывается Акио Морите, якобы желавшему слушать оперы в авиаперелётах. Это неверно: исходная инициатива — точнее, личное пожелание — исходила от Ибуки[144]. Морите, единолично, принадлежит заслуга создания массового продукта и его распространение по всему миру[145].
17. ↑  В 1980—1983 годы Sony испытывала глубокий финансовый кризис. Компания страдала от общемировой рецессии[англ.]. Она много инвестировала в опытные разработки и новые продукты, но конкуренты быстро нагоняли лидера — и нередко, как в случае «войны видеоформатов», выигрывали[156].
18. ↑  Летом 1979 года Морита, осознавая неправильность словосочетания Walkman, не решился тиражировать его на международные рынки[148]. Готовясь к мировой премьере (февраль 1980), маркетологи Sony придумали новые, «правильные» бренды: Sound-About для США, Stowaway для Великобритании, Freestyle для Швеции[148]. Уже в ходе рекламной кампании Морита, лично продвигавший новинку среди знакомых музыкантов США и Западной Европы[148], понял, что американцы и европейцы восприняли бренд Walkman положительно, и настоял на отказе от региональных брендов в пользу единого Walkman[145].
19. ↑  Называть их контрафактными, поддельными и т.п. вряд ли уместно, так как сроки патентной защиты разработки 1986 года давно истекли.

### Обзорные издания
- Козюренко, Ю. И. Современные магнитофоны, плееры, диктофоны и наушники. — М.: ДМК, 1998. — ISBN 58988180087.
- Clark M. H. Product Diversification // Magnetic Recording: The First 100 Years. — IEEE Press, 1999. — P. 92—109. — ISBN 9780780347090.
- Copeland P. Manual of Analogue Sound Restoration Techniques (англ.) — British Library, 2008.
- Friesecke, А. Die Audio-Enzyklopädie: Ein Nachschlagewerk für Tontechniker. — Walter de Gruyter, 2007. — ISBN 9783110973310.
- Jones D. and Manquen D. Chapter 28. Magnetic Recording and Playback // Handbook for Sound Engineers, Fourth Edition. — Focal Press / Elsevier, 2008. — ISBN 9780240809694.
- Kefauver, Alan P. The Audio Recording Handbook. — A-R Editions, Inc., 2001. — С. 253—263. — ISBN 9780895794628.
- Morton D. Sound Recording: The Life Story of a Technology. — JHU Press. — 2006. — ISBN 9780801883989.
- Talbot-Smith, Michael. Audio Engineer's Reference Book. — CRC Press, 2013. — ISBN 9781136119743.

### Техническая литература и периодика
- Сухов, Н. Dolby B, Dolby C, Dolby S ... dbx? // Радиохобби  ; 1998. — № 1. — С. 36—37  ; 1999. — № 2. — С. 36—37  ; № 3. — С. 36—37  ; № 4. — С. 45—48  ; № 5. — С. 46—49.
- Alberts R. TASCAM: 30 Years of Recording Evolution. — Hal Leonard Corporation, 2003. — (Recording and Audio Technology Series). — ISBN 9780634011566.
- Dormon B. Happy 50th birthday, Compact Cassette: How it struck a chord for millions // The Register. — 2013. — № Personal Tech, 30th August 2013 15:04 GMT.
- Dormon B., Ottens L. Compact Cassette supremo Lou Ottens talks to El Reg // The Register. — 2013. — № Personal Tech, 2nd September 2013 09:04 GMT.
- Hodges R. The Cassette: A Short History // Hi-Fi Stereo Review. — 1978. — № 2. — P. 26.
- Jackson B.[англ.]. Fieldwork. — University of Illnois Press. — 1987. — ISBN 9780252013720.
- Petras F. Cassette Decks: What Are Your Options? // Stereo Review. — 1985. — № December. — P. 75—79.
- Roberson H. Greatest Cassette Test Ever: 88 Tapes Tested // Audio. — 1990. — № March. — P. 47, 52, 58.
- Short M. Nakamichi. One man's journey through the world of cassetes // StereoNet (New Zealalnd). — 2011. — № 5th August. (дату первой публикации см.  Архивная копия от 10 мая 2019 на Wayback Machine)
- Stark C. 5 Top Tape Decks // Stereo Review (USA). — 1988. — № March. — P. 52—58.
- Still on Tape. The Quest for Last Cassette Recorders // Kilobyte Magazine. — 2019. — № 2. — P. 20—22.
- Hellyer H.W. Philips EL3302. — 1971. — № 02. — P. 63, 64.

### Вопросы социологии и культурологии
- Nagelberg K. Boombox // The Guide to United States Popular Culture. — Popular Press, 2001. — P. 110. — ISBN 9780879728212.
- Du Gay P. et al. Doing Cultural Studies: The Story of the Sony Walkman. — SAGE, 1997. — ISBN 9781446281529.
- McNellis T. and Boschi E. Seen and Heard: Visible Playback Technology in Film // Ubiquitous Musics: The Everyday Sounds That We Don't Always Notice. — Routledge, 2016. — P. 89—106.
- Nathan J. Sony: the Private Life. — Houghton Mifflin Harcourt, 2001. — ISBN 9780618126941.
- Owerko L. The Boombox Project: The Machines, the Music, and the Urban Underground. — Abrams, 2014. — ISBN 9781613128107.
- Owerko L. The History of the Boombox. NPR Music (22 апреля 2009). Дата обращения: 23 сентября 2019. Архивировано 5 марта 2019 года.
- Schloss J. and Boyer B. Urban Echoes: The Boombox and Sonic Mobility in the 1980s // The Oxford Handbook of Mobile Music Studies, Volume 1. — Oxford University Press, 2014. — P. 399—414. — ISBN 9780199704859.
- Realspin, Wilkins P. the Nakamichi story // ZStereo (UK). — 2015. — № 30 October.